# Volkshalle
Volkshalle (även Große Halle eller Halle des Volkes) var ett byggnadsprojekt av Adolf Hitler och hans arkitekt Albert Speer. Hallen skulle utgöra den krönande avslutningen på Hitlers paradgata Die Große Straße, nord-syd-axeln i  det framtida Berlin som avsågs förvandlas till Welthauptstadt Germania. 
Hallen, som var tänkt att innehålla en enda stor samlingssal, skulle med en höjd av 320 meter bli den största i världen, och rymma 180 000 människor. Byggnadsarbetena för denna enorma hall började 1939 och bygget avsågs stå klart 1950. 1941 inställdes alla arbeten med hallen. På platsen finns idag tyska förbundskanslerns Kanzleramt.

## Planering

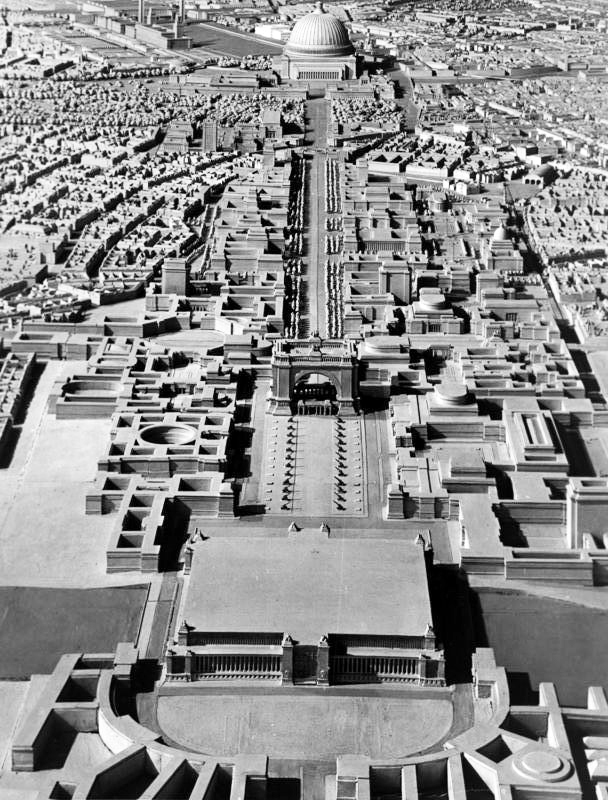
Albert Speers modell av Germania med Volkshalle i bakgrunden.

Hallen var den viktigaste byggnaden vid nord-syd-axelns norra ände. Arkitekterna som arbetade med omgestaltningen av Berlin kallade kupolbyggnaden för ”Stadtkrone” (stadens krona). Redan 1925 började den arkitekturintresserade Hitler med egna skisser av hallen, och 1936 övertog Albert Speer Hitlers skisser och ansvaret för projektet. 
Inspirationen till Volkshalle kom delvis från Peterskyrkan i Rom, vars kupol är 45 meter hög, och delvis från Kapitolium i Washington, D.C.. Båda gällde det att överträffa. Man kan även utgå ifrån att planeringen tog intryck av Pantheon i Rom, som Hitler besökt privat i maj 1938. Liksom i Pantheon var det i början tänkt att en cirkelrund öppning (en "oculus") skulle anordnas mitt i kupolens hjässa.

## Gestaltning och konstruktion
Volkshalle skulle uppföras i granit och marmor. Grundplanen var kvadratisk med mått på 315 x 315 meter, där den fyrkantiga undre byggnadsdelen skulle ha en höjd på 74 meter. Själva kupolen skulle uppföras som en stål- och betongkonstruktion med basen 98 meter över marken, samt sträcka sig med sin högsta punkt upp till 290 meter över marken. Som jämförelse har Globen i Stockholm (fortfarande världens största  sfäriska byggnad) en diameter på  110 meter och rymmer knappt 14 000 människor. Kupolen skulle täckas med kopparplåt och avslutas med en lanternin i glas och metall. På lanterninen, på 320 meters höjd, planerades ursprungligen en gigantisk örn med ett hakkors i sina klor, men senare ändrade Hitler hakkorset till en jordglob. Hitler hade vid ett tillfälle sagt till Albert Speer "Som krona på världens största byggnad, skall örnen inte hålla hakkorset i klorna, utan jordgloben."
I entréplanet avsågs på varje sida finnas 34 kolonner med en höjd på 30 meter och en diameter på 3 meter. Det inre av Volkshalle bestod av ett enda stort rum med en yta av 38 000 m². Rummet var gestaltat i form av en arena med ingångar från tre sidor. Senare varnade Speer för att hallens enorma volym kunde utveckla ett eget inomhusklimat, och att andedräkten av 180 000 människor kunde leda till lätt nederbörd i byggnaden.
Kostnadskalkylen hamnade på cirka en miljard Reichsmark inklusive platser, spegeldammar och andra anordningar runtomkring. Pengarna skulle tas ut genom entréavgifter.